# Lia Gomes
Lia Ferreira Gomes (Sobral, 12 de janeiro de 1966) é uma médica e política brasileira filiada ao Partido Socialista Brasileiro (PSB). Atualmente exerce a função de Secretária Estadual das Mulheres do Ceará, nomeada pelo governador Elmano de Freitas (PT).

## Biografia

### Primeiros anos e formação acadêmica
Lia nasceu em Sobral, município do interior do Ceará, no ano de 1966. Filha de José Euclides Ferreira Gomes Júnior e Maria José Santos Ferreira Gomes, é irmã dos políticos Ciro Gomes, Cid Gomes, Ivo Gomes e Lúcio Gomes. Lia formou-se em Medicina pela Universidade Federal do Ceará (UFC).

### Política
Filiada no Partido Democrático Trabalhista (PDT), candidatou-se ao cargo de deputada estadual pelo Ceará em 2018. Porém, em setembro, sua candidatura foi indeferida Tribunal Regional Eleitoral do Ceará (TRE-CE) por falta de cadastramento biométrico. Apesar da decisão, Lia recebeu 6.598 votos. Em dezembro, o Tribunal Superior Eleitoral (TSE), deferiu a candidatura de Lia e validou a votação obtida, fazendo com que seus votos fossem contabilizados durante a composição da Assembleia Legislativa do Ceará (ALCE).
No ano seguinte, em fevereiro, foi nomeada secretária de Proteção Social, Justiça, Cidadania, Mulheres e Direitos Humanos do estado do Ceará no governo de Camilo Santana (PT). Afastou-se do cargo em 30 de dezembro de 2021, visando disputar as eleições no ano seguinte.
Em 2022, foi eleita deputada estadual com 67.000 votos, sendo a mulher mais bem votada de seu partido, o PDT. Após Ciro não ter angariado votos suficientes para disputar o segundo turno das eleições presidenciais, Lia declarou voto em Lula (PT). Em seu Twitter, Lia escreveu: "Seguindo a orientação do meu partido e meu senso de dever como cidadã e deputada estadual eleita, quero declarar meu apoio crítico a Lula contra a barbárie que representa uma reeleição de Bolsonaro. Agora é 12+1".

#### Desempenho eleitoral
| Ano  | Cargo                      | Votos  | Resultado  | Ref.   |
| ---- | -------------------------- | ------ | ---------- | ------ |
| 2018 | Deputada estadual do Ceará | 6.598  | Não eleita | [ 9 ]  |
| 2022 | Deputada estadual do Ceará | 67.000 | Eleita     | [ 16 ] |